# Eirin
Eirin (映倫) abreviação de Classificação e Organização de Filme (映画倫理機構, Eiga Rinri Kikō), é uma regulação de filmes no Japão. Eirin foi estabelecido pela Motion Picture Producers and Distributors Association's Production Code Administration dos Estados Unidos em junho de 1949, nas instruções do Comando Supremo das Forças Aliadas. Classifica filmes em uma das quatro categorias, dependendo da adequação para menores.

## Classificações

### Classificações iniciais
Em 1956, tinham apenas duas classificações.[carece de fontes?]
- Toda Audiência (一般指定, Ippan Shitei): Clientes de todas as idades são admitidos.
- Audiência Adulta (成人指定, Seijin Shitei): Clientes menores de 18 anos e da escola secundária alta são proibidos de admitir.

### Introdução à classificação Filme Geral Limitado
Em 1976, a classificação Filme Geral Limitado foi introduzida.
- Toda Audiência (一般指定, Ippan Shitei): Clientes de todas as idades são admitidos.
- Filme Geral Limitado (一般映画制限付, Ippan Eiga Seigen-tsuki): Clientes menores de 15 anos e alunos da escola secundária júnior requer acompanhamento dos pais ou responsáveis. No ano seguinte porém, menores de 15 anos e alunos da escola secundária júnior foram proíbidos de serem admitidos, devido a classificação não se imposto por vários cinemas.
- Audiência Adulta (成人指定, Seijin Shitei): Clientes menores de 18 anos e da escola secundária alta são proibidos de admitir.

### Introdução à classificação PG-12
Em maio de 1998, Filme Geral Limitado e Audiência Adulta foram renomeadas e a classificação PG-12 foi introduzida.
- Toda Audiência (一般指定, Ippan Shitei): Todas as idades são admitidos.
- PG-12: Requer acompanhamento para menores de 12 anos e alunos da escola primária.
- R-15: Proibido à admissão para menores de 15 anos e alunos da escola secundária júnior.
- R-18: Proibido à admissão para menores de 18 anos e alunos da escola secundária alta.

### Classificações atuais
Em abril de 2009, todas as classificações foram renomeadas e revisadas, PG12 se tornou indicativa e não é mais necessário o grau escolar para a admissão.
| Classificação | Descrição |
| ------------- | --- |
|               | Qualquer um pode ver Os temas ou assuntos representados nos filmes desta categoria e a forma como são tratados não são perturbadores ou chocantes para crianças da escola primária ou mais jovens. Eles são cuidadosamente contidos para não choca-las, embora sejam incluídas breves cenas de sexo, violência, drogas, crime etc., elas são limitadas para o desenvolvimento necessário da história e, no geral, é um trabalho tranquilo. Alguns trabalhos da categoria G são mais voltados para adultos, caso contrário, em obras que são visualizadas principalmente por alunos do jardim de infância e da escola primária, são feitas representações e expressões mais cuidadosas. |
|               | Recomendado o aconselhamento e orientação parental para menores de 12 anos Os temas ou assuntos representados nos filmes desta categoria e a forma como são tratados são estimulantes e não adequados para visualização por alunos da escola primária. Embora alguns conteúdos importantes também estejam incluídos, em geral, são inadequados para visualização de crianças de jardim de infância e séries iniciais da escola primária, e no caso de séries superiores, como existem diferenças individuais no processo de crescimento, conhecimento e nível de maturidade, Eirin espera aconselhamento e orientação dos pais ou responsáveis.                                        |
|               | Proibido a visualização de menores de 15 anos Os filmes nesta categoria são fortemente estimulantes no seu tema e representação do material, e não são adequados para crianças com menos de 15 anos em termos de compreensão e julgamento. Contém conteúdo impróprio, portanto, o público-alvo é maior de 15 anos, sendo proibido a visualização de menores de 15 anos. |
|               | Proibido a visualização de menores de 18 anos Os filmes desta categoria são adequados para visualização por maiores de 18 anos, o tema ou material e seu tratamento são extremamente estimulantes, por esse motivo, menores de 18 anos estão proibidos de assistir. |

#### Não Aplicável para Exame
Filmes considerados "Não Aplicável para Exame" (審査適応区分外, Shinsa tekiō kubun-gai) contém representações mais extremas do que a classificação R18+, serão tratados como não adequados para exibição por Eirin, e terão exibição recusada em cinemas afiliada à Federação Nacional de Associações da Indústria de Entretenimento e Saúde Pública (全国興行生活衛生同業組合連合会, Zenkoku kōgyō seikatsu eisei dōgyō kumiai rengō-kai).